# Amelora australis
Amelora australis là một loài bướm đêm trong họ Geometridae.